# Burg Sensenstein

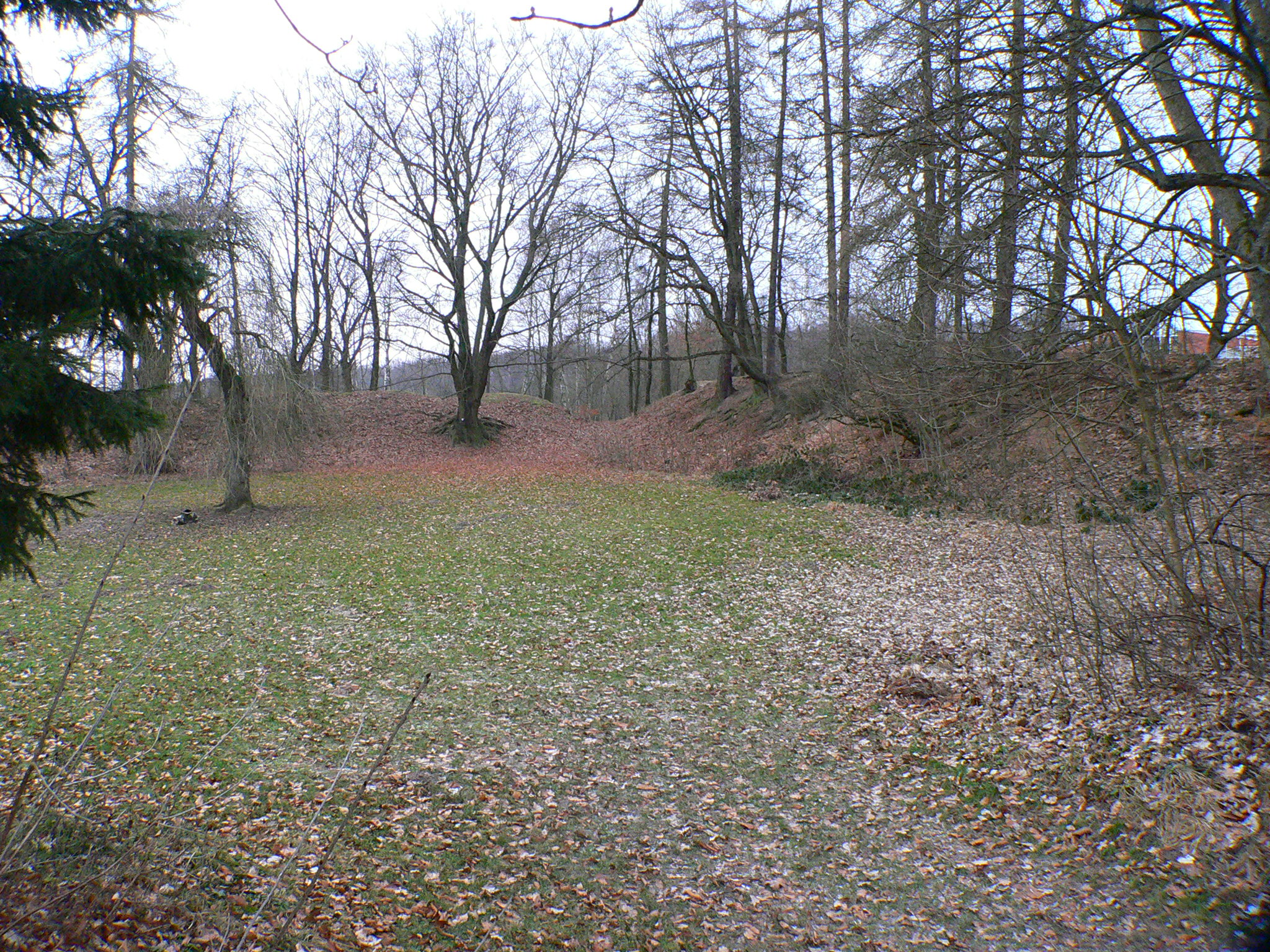
Ehemaliges Burg-Areal mit Wall, Blick nach Norden

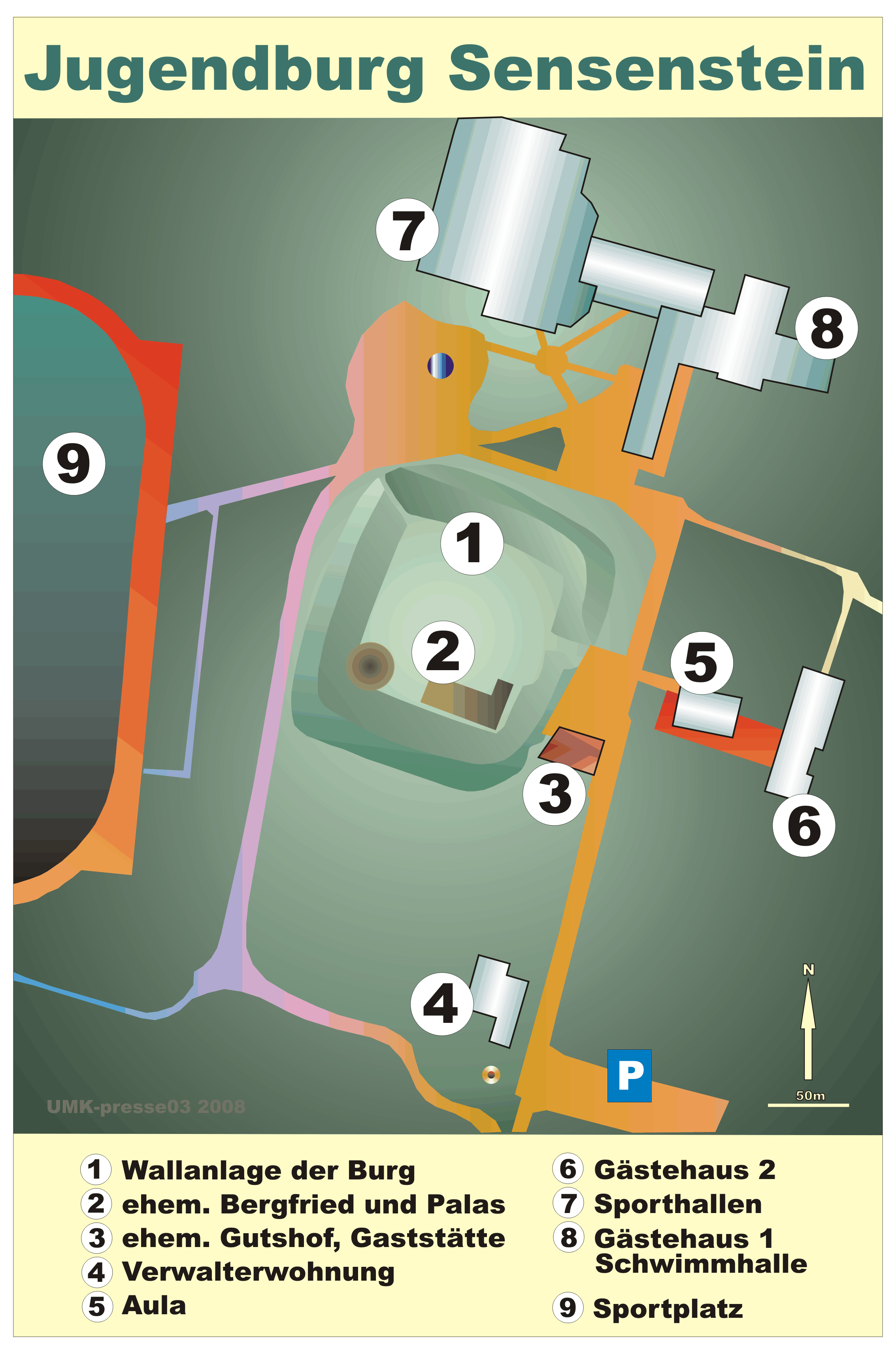
Lageplan (2008)

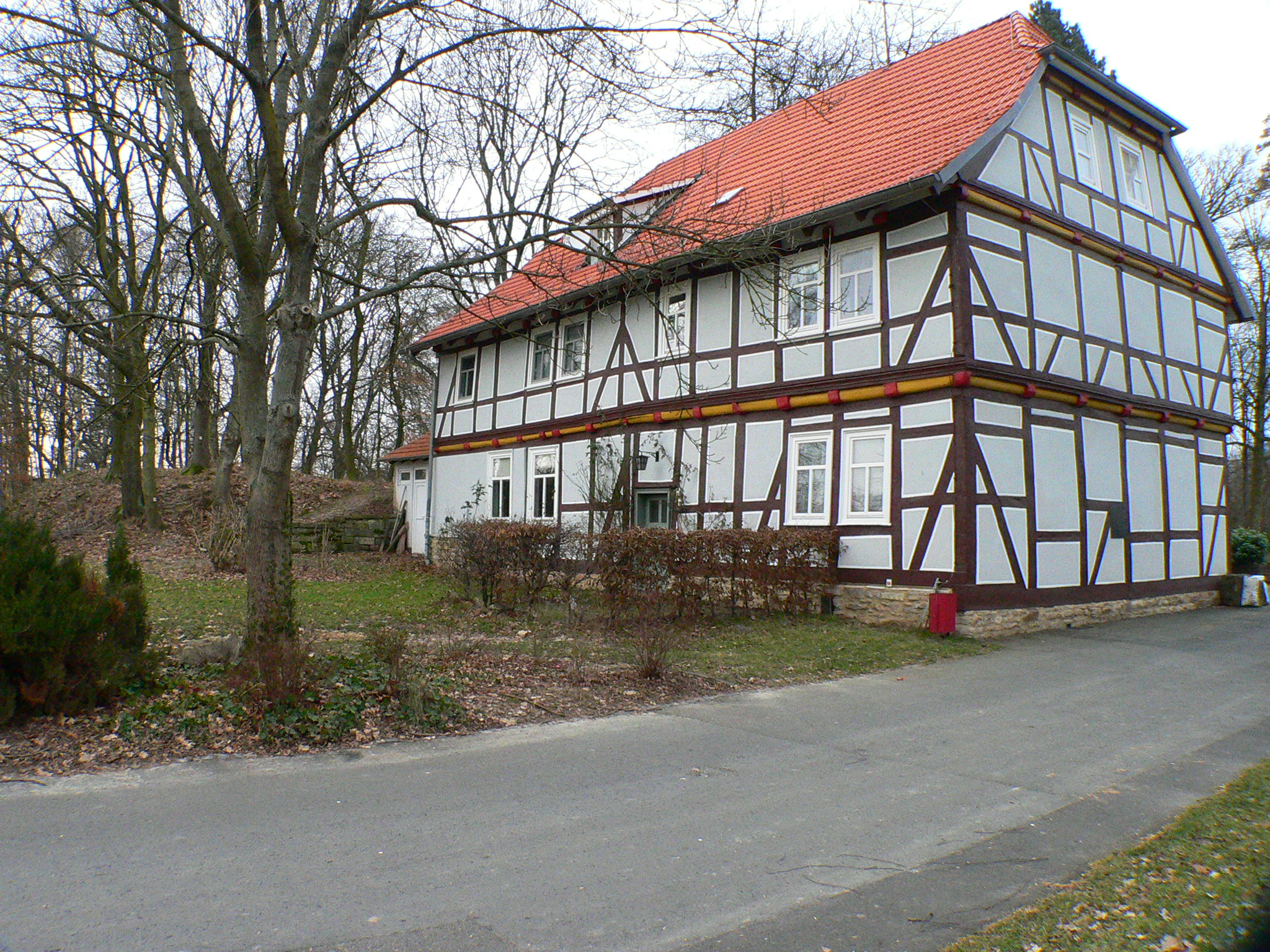
Ehem. Guts- und Gasthaus

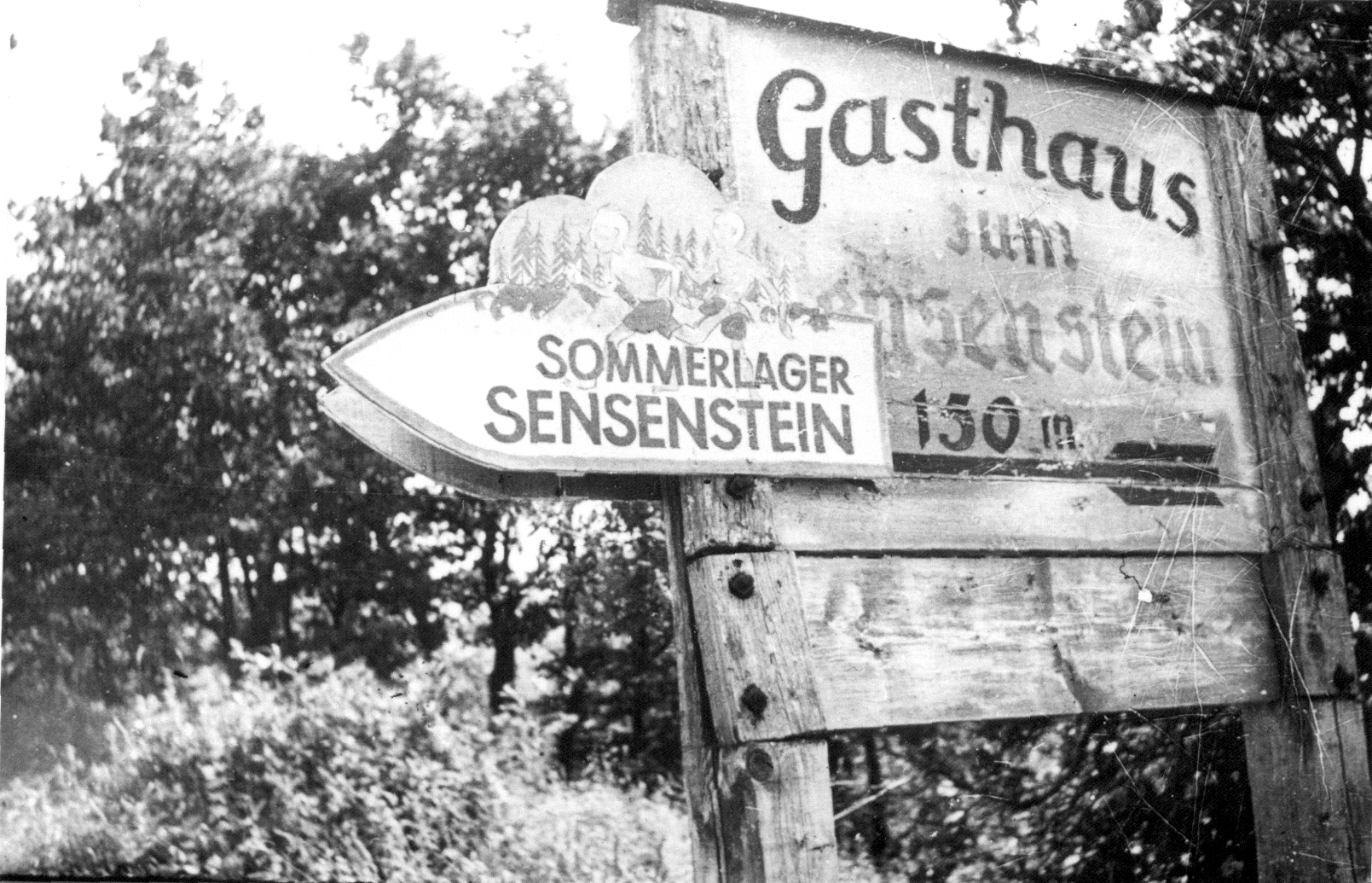
Hinweisschilder 1954

Die Burg Sensenstein (im Volksmund meist nur Sensenstein genannt), heute ein Burgstall, stand bis Anfang des 17. Jahrhunderts als Grenzsicherung zu Niedersachsen im Gebiet der heutigen Gemeinde Nieste, Landkreis Kassel, in Hessen.
Heute erinnern als Bodendenkmal nur noch hohe Wälle an die einstige Größe der Burganlage. Die Gebäude sind restlos abgebrochen. Direkt nebenan befindet sich die Jugendburg und Sportbildungsstätte Sensenstein des Landkreises Kassel. Vom einstigen Burggelände blickt man zwischen Bäumen hindurch in das Kasseler Becken und zum Kaufunger Wald.

## Geographische Lage
Das Bodendenkmal der Höhenburg liegt im Osten des Kasseler Beckens nahe der Westausläufer des Kaufunger Waldes. Es befindet sich südlich oberhalb dem Tal der Nieste, einem östlichen Zufluss der Fulda, gehört zum Westteil des Gemeindegebiets von Nieste und liegt auf der Kuppe des Gerholdsbergs (ca. 355 m ü. NHN); etwa 100 m südwestlich des einstigen Burggeländes ist auf topographischen Karten ein trigonometrischer Punkt auf 350,4 m Höhe verzeichnet. Knapp 3 km südlich befindet sich Kaufungen im Tal der Losse.
Eine weitere Burg im Niesteeinzugsgebiet stand mit der Burg Sichelnstein 4,6 km nördlich beim Dorf Sichelnstein, die noch als Ruine erhalten ist.

## Namenslegende
Missgunst und Witzelei gaben den beiden Burgen diesseits und jenseits der früher braunschweigisch-hessischen Grenze ihre Namen in Verbindung mit Sichel und Sense, ähnlich dem bekannten Beispiel der rheinischen Burgen Katz und Maus. Der Legende nach errichtete der Braunschweiger Herzog Otto I., genannt Otto der Quade, am Fuß des Staufenbergs eine Burg nur aus dem Grund, den Hessen das Getreide bequemer rauben zu können. In Anspielung hierauf soll er seine Burg Sichelnstein getauft haben, während Landgraf Hermann II. von Hessen ihm die Burg Sensenstein gegenüber setzte und mit dem größeren Namen auch umfassendere Absichten andeutete.

## Geschichte

### Burg Sensenstein
Landgraf Hermann von Hessen, damals noch Mitregent, ließ die Burg Sensenstein um 1372 gegenüber der älteren und im gleichen Jahr stark erweiterten Burg Sichelnstein erbauen, um den Räubereien der Braunschweiger auf hessischem Territorium Einhalt zu gebieten. 1438 wurde die Burg wieder erwähnt, als sie von Landgraf Ludwig I. von Hessen als Lehen an den Ritter Sittich von Berlepsch kam, der zuvor Schloss Berlepsch bei Witzenhausen als Lehen innehatte. Bereits 1461 kam es zum Rücktausch: Schloss Berlepsch wurde Stammsitz derer von Berlepsch und die Burg Sensenstein diente dem Landgrafen als Jagdsitz für den Kaufunger Wald.
1483–1561 wurde die Burg mit ihren Gütern erneut hessisches Lehen der Grafen von Berlepsch. Die Burg verlor jedoch zunehmend an Bedeutung und nachdem mehrmals Lehnsherren oder Besitzer gewechselt hatten, verfiel sie zusehends. 1585 war nur noch ein Gutshof vorhanden, der zu der Burgruine gehörte und ab 1601 von Eberhard von Weyhe, Kanzler des Landgrafen Moritz von Hessen-Kassel, bewirtschaftet wurde. Ab 1626 lag das Anwesen brach und fand erst 1677 im hessischen Geheimrat Graf Dietrich von Kunowitz einen neuen Besitzer, der die verfallenen Gebäude abräumen und den noch 22 Meter hohen Rest des Bergfrieds sprengen ließ.
1699 erwarben Amalia von Kurland, Gemahlin des Landgrafen Karl von Hessen-Kassel, und deren Sohn Maximilian den Hof, zusammen mit dem benachbarten Gut Windhausen. Beides ging 1767 an den Generalmajor Martin-Ernst von Schliefen über, um schon nach sechs Jahren wieder Hessisches Staatsgut zu werden. 1900 verließ der letzte Pächter den danach unbewohnten Sensenstein. Die Ländereien wurden fortan von Windhausen aus bewirtschaftet.
Kurz nach dem Ersten Weltkrieg pachtete ein Kasseler Gastwirt die verfallenen Gemäuer des Hofes und ließ das Wohnhaus instand setzen und als Gasthaus einrichten, das bis zum Beginn des Zweiten Weltkriegs betrieben und zu einem beliebten Ausflugsziel wurde.

### Jugendburg und Sportbildungsstätte Sensenstein
1946 fanden auf dem Sensenstein die ersten Zeltlagerfreizeiten der Kreisjugendpflege Kassel statt, die in der Folgezeit zur festen Einrichtung wurden und den Landkreis Kassel 1954 bewogen, das gesamte Gelände zu erwerben. Das alte Fachwerkhaus, in dem sich der Gasthof befunden hatte, wurde als erstes Kreisjugendheim ausgebaut. Am 17. September 1960 legte man den Grundstein für die „Jugendbildungsstätte des Landkreises Kassel“, und am 29. September 1962 konnte die Anlage als „Jugendburg Sensenstein“ mit Gästehaus, Turn- und Schwimmhalle eingeweiht und ihrer Bestimmung übergeben werden.
1966 erweiterte man die Anlage um das zweite Gästehaus mit Aula. 1996 brachte sich erstmals der Landessportbund Hessen mit der Finanzierung einer neuen Großsporthalle und der Grunderneuerung des Sportplatzes ein und wurde zum zweiten Träger der Anlage. Die Schwimmhalle erfuhr 2001 eine umfassende Sanierung.
Seither werden die zur Anlage auf dem etwa 20 ha großen Gelände gehörenden Einrichtungen auf dem neuesten Stand gehalten. Der Landkreis Kassel betreibt gemeinsam mit dem Landessportbund Hessen auf dem Sensenstein die Sportbildungsstätte des Landkreises Kassel, zu der ein Bildungs- und Tagungshaus sowie Sportstätten gehören, von denen viele wettkampfgerecht sind.
Der gut erhaltene Fachwerkbau des einstigen Gasthofs und ersten Kreisjugendheims dient heute der Verwaltung. Die Anlagen stehen nicht nur Sportvereinen, sondern als Jugendburg Sensenstein allen Schulklassen und Jugendgruppen sowie der Erwachsenenbildung offen.

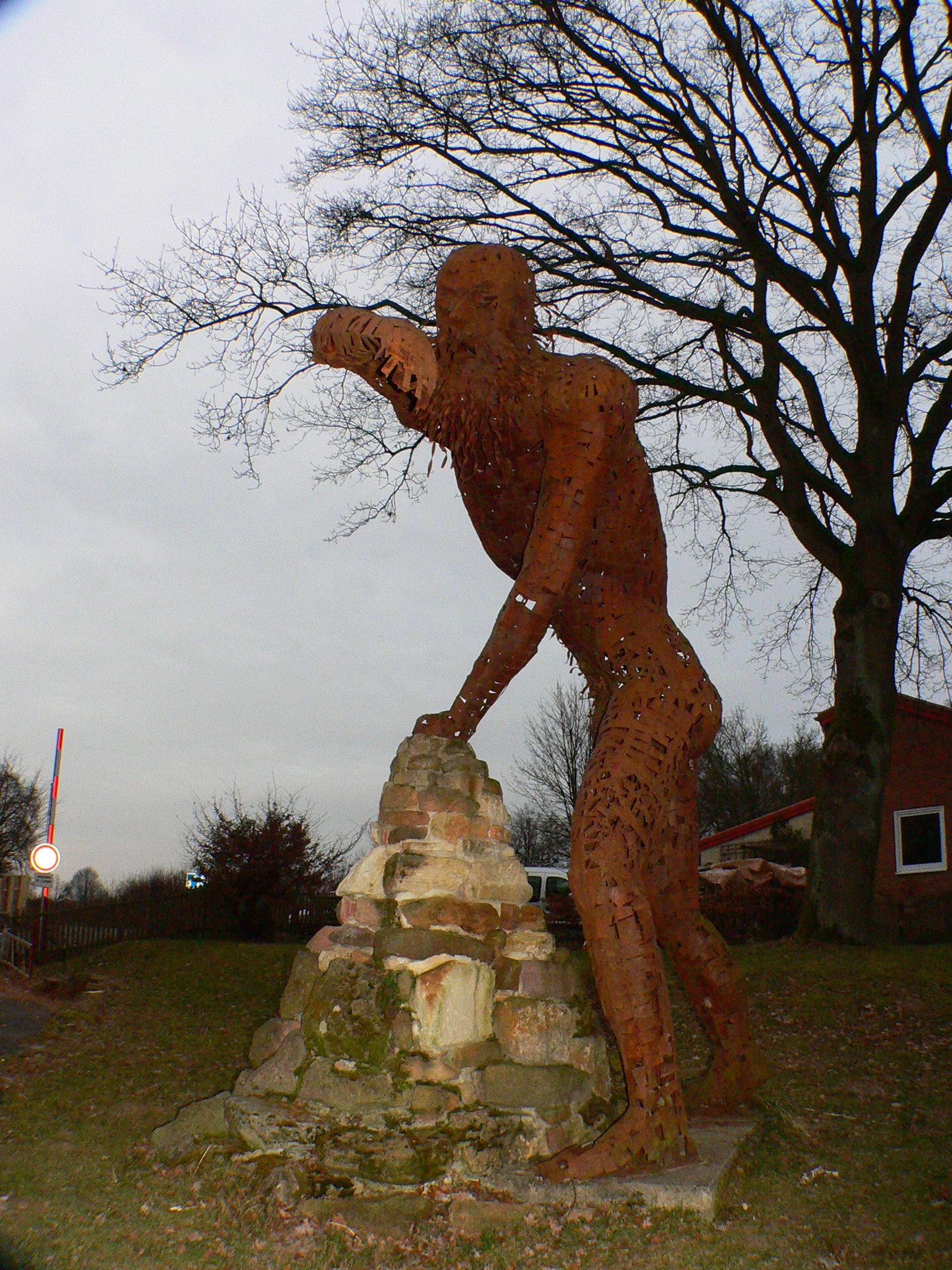
„Der Riese“ von Robert Colnago

## Kunst auf dem Sensenstein
Der österreichische Künstler Robert Colnago schuf im Rahmen des European Art Camp zur Documenta 2002 in der Kunstscheune in Breuna die über vier Meter hohe Metallplastik „Der Riese“, die 2004 vor dem Portal zum Sensenstein aufgestellt wurde und eher einladend als drohend die Besucher begrüßt. Ferner engagierte sich Colnago bei mehreren Aufenthalten auf dem Sensenstein und in Nieste besonders für die Außengestaltung der Anlage. So konzipierte er 2006 aus Fragmenten alter Landwirtschaftsgeräte, die auf dem Wasserschloss Wülmersen verrotteten, einen neuen Eingangsbereich zur Jugendburg. 250 Kilogramm Eisenteile fügte er zu einem ausdrucksstarken Tor zusammen.

## Verkehrsanbindung und Zugang
Man erreicht den Sensenstein von der Abfahrt 77 Kassel-Nord der Bundesautobahn 7 nach Heiligenrode (Gemeindeteil von Niestetal) fahrend. Vom Abzweig der Kreisstraße 4, die von Heiligenrode in Richtung Osten nach Nieste führt, ist die Jugendburg/Sportbildungsstätte Sensenstein ausgeschildert.
Die Wallanlagen der ehemaligen Burg Sensenstein dürfen nur mit Erlaubnis, die in der Verwaltung der Jugendburg und Sportbildungsstätte Sensenstein vor Ort eingeholt werden kann, betreten werden.